# Марк Лопез
Марк Лопез Тарес (кат. Marc López Tarrés, рођен 31. јула 1982. у Барселони) је шпански тенисер који наступа у конкуренцији парова. Најбољи пласман на АТП листи остварио је 28. јануара 2013. када је био трећи тенисер света.

## Каријера
Марк Лопез је освојио Мастерс куп у конкуренцији парова 2012. године, са Марселом Гранољерсом. Такође у конкуренцији мушких парова, заједно са сународником Рафаелом Надалом побеђује на два турнира из серије АТП Мастерс 1000 у Индијан Велсу, у пару са Гранољерсом осваја Рим. У конкуренцији парова побеђује на тринаест турнира, док у појединачној конкуренцији нема запажене резултате и стигао је највише до 106. позиције на АТП листи.

## Гренд слем финала

### Парови: 4 (1:3)
| Исход     | Бр. | Година | Турнир      | Подлога | Партнер          | Противници                        | Резултат           |
| --------- | --- | ------ | ----------- | ------- | ---------------- | --------------------------------- | ------------------ |
| Финалиста | 1.  | 2014.  | Ролан Гарос | Шљака   | Марсел Гранољерс | Жилијен Бенето Едуар Роже-Васелен | 3:6, 6:7(1:7)      |
| Финалиста | 2.  | 2014.  | ОП САД      | Тврда   | Марсел Гранољерс | Боб Брајан Мајк Брајан            | 3:6, 4:6           |
| Победник  | 1.  | 2016.  | Ролан Гарос | Шљака   | Фелисијано Лопез | Боб Брајан Мајк Брајан            | 6:4, 6:7(6:8), 6:3 |
| Финалиста | 3.  | 2017.  | ОП САД (2)  | Тврда   | Фелисијано Лопез | Жан-Жилијен Ројер Орија Текау     | 4:6, 3:6           |

## Финала завршног првенства сезоне

### Парови: 1 (1:0)
| Исход    | Бр. | Година | Турнир | Подлога | Партнер          | Противници                | Резултат         |
| -------- | --- | ------ | ------ | ------- | ---------------- | ------------------------- | ---------------- |
| Победник | 1.  | 2012.  | Лондон | Тврда   | Марсел Гранољерс | Махеш Бупати Рохан Бопана | 7:5, 3:6, [10:3] |

## Финала АТП мастерс 1000 серије

### Парови: 7 (3:4)
| Исход     | Бр. | Година | Турнир           | Подлога | Партнер          | Противници                   | Резултат          |
| --------- | --- | ------ | ---------------- | ------- | ---------------- | ---------------------------- | ----------------- |
| Победник  | 1.  | 2010.  | Индијан Велс     | Тврда   | Рафаел Надал     | Данијел Нестор Ненад Зимоњић | 7:6(10:8), 6:3    |
| Победник  | 2.  | 2012.  | Индијан Велс (2) | Тврда   | Рафаел Надал     | Џон Изнер Сем Квери          | 6:2, 7:6(7:3)     |
| Победник  | 3.  | 2012.  | Рим              | Шљака   | Марсел Гранољерс | Лукаш Кубот Јанко Типсаревић | 6:3, 6:2          |
| Финалиста | 1.  | 2012.  | Торонто          | Тврда   | Марсел Гранољерс | Боб Брајан Мајк Брајан       | 1:6, 6:4, [10:12] |
| Финалиста | 2.  | 2013.  | Синсинати        | Тврда   | Марсел Гранољерс | Боб Брајан Мајк Брајан       | 4:6, 6:4, [4:10]  |
| Финалиста | 3.  | 2015.  | Рим              | Шљака   | Марсел Гранољерс | Пабло Куевас Давид Мареро    | 4:6, 5:7          |
| Финалиста | 4.  | 2017.  | Монте Карло      | Шљака   | Фелисијано Лопез | Рохан Бопана Пабло Куевас    | 3:6, 6:3, [4:10]  |

## Мечеви за олимпијске медаље

### Парови: 1 (1:0)
| Исход | Година | Турнир                 | Подлога | Партнер      | Противници               | Резултат      |
| ----- | ------ | ---------------------- | ------- | ------------ | ------------------------ | ------------- |
| Злато | 2016.  | Олимпијске игре у Рију | Тврда   | Рафаел Надал | Флорин Мерђа Орија Текау | 6:2, 3:6, 6:4 |

## АТП финала

### Парови: 33 (14:19)
| Легенда                        |
| ------------------------------ |
| Гренд слем турнири (1:3)       |
| Завршно првенство сезоне (1:0) |
| Олимпијске игре (1:0)          |
| АТП мастерс 1000 (3:4)         |
| АТП 500 (2:4)                  |
| АТП 250 (6:8)                  |

| Финала по подлози |
| ----------------- |
| Тврда (7:7)       |
| Шљака (7:12)      |
| Трава (0:0)       |

| Финала по локацији |
| ------------------ |
| Отворено (13:17)   |
| Дворана (1:2)      |

| Исход     | Бр. | Датум              | Турнир                   | Подлога   | Партнер          | Противници                            | Резултат              |
| --------- | --- | ------------------ | ------------------------ | --------- | ---------------- | ------------------------------------- | --------------------- |
| Финалиста | 1.  | 18. април 2004.    | Валенсија, Шпанија       | Шљака     | Фелисијано Лопез | Гастон Етлис Мартин Родригез          | 5:7, 6:7(5:7)         |
| Победник  | 1.  | 9. јануар 2009.    | Доха, Катар              | Тврда     | Рафаел Надал     | Данијел Нестор Ненад Зимоњић          | 4:6, 6:4, [10:8]      |
| Победник  | 2.  | 21. март 2010.     | Индијан Велс, САД        | Тврда     | Рафаел Надал     | Данијел Нестор Ненад Зимоњић          | 7:6(10:8), 6:3        |
| Победник  | 3.  | 9. мај 2010.       | Есторил, Португал        | Шљака     | Давид Мареро     | Пабло Куевас Марсел Гранољерс         | 6:7(1:7), 6:4, [10:4] |
| Победник  | 4.  | 25. јул 2010.      | Хамбург, Немачка         | Шљака     | Давид Мареро     | Жереми Шарди Пол-Анри Матје           | 6:3, 2:6, [10:8]      |
| Финалиста | 2.  | 31. октобар 2010.  | Монпеље, Француска       | Тврда (д) | Едуардо Шванк    | Стивен Хас Рос Хачинс                 | 2:6, 6:4, [7:10]      |
| Победник  | 5.  | 7. јануар 2011.    | Доха, Катар (2)          | Тврда     | Рафаел Надал     | Данијеле Браћали Андреас Сепи         | 6:3, 7:6(7:4)         |
| Финалиста | 3.  | 6. фебруар 2011.   | Загреб, Хрватска         | Тврда (д) | Марсел Гранољерс | Дик Норман Орија Текау                | 3:6, 4:6              |
| Финалиста | 4.  | 1. мај 2011.       | Есторил, Португал        | Шљака     | Давид Мареро     | Ерик Буторак Жан-Жилијен Ројер        | 3:6, 4:6              |
| Финалиста | 5.  | 16. јул 2011.      | Штутгарт, Немачка        | Шљака     | Марсел Гранољерс | Јирген Мелцер Филип Печнер            | 3:6, 4:6              |
| Финалиста | 6.  | 4. март 2012.      | Акапулко, Мексико        | Шљака     | Марсел Гранољерс | Давид Мареро Фернандо Вердаско        | 3:6, 4:6              |
| Победник  | 6.  | 18. март 2012.     | Индијан Велс, САД (2)    | Тврда     | Рафаел Надал     | Џон Изнер Сем Квери                   | 6:2, 7:6(7:3)         |
| Финалиста | 7.  | 29. април 2012.    | Барселона, Шпанија       | Шљака     | Марсел Гранољерс | Маријуш Фирстенберг Марћин Матковски  | 6:2, 6:7(7:9), [8:10] |
| Победник  | 7.  | 20. мај 2012.      | Рим, Италија             | Шљака     | Марсел Гранољерс | Лукаш Кубот Јанко Типсаревић          | 6:3, 6:2              |
| Финалиста | 8.  | 14. јул 2012.      | Умаг, Хрватска           | Шљака     | Марсел Гранољерс | Давид Мареро Фернандо Вердаско        | 3:6, 6:7(4:7)         |
| Победник  | 8.  | 22. јул 2012.      | Гштад, Швајцарска        | Шљака     | Марсел Гранољерс | Роберт Фара Сантијаго Хиралдо         | 6:4, 7:6(11:9)        |
| Финалиста | 9.  | 12. август 2012.   | Торонто, Канада          | Тврда     | Марсел Гранољерс | Боб Брајан Мајк Брајан                | 1:6, 6:4, [10:12]     |
| Победник  | 9.  | 12. новембар 2012. | Лондон, Велика Британија | Тврда (д) | Марсел Гранољерс | Махеш Бупати Рохан Бопана             | 7:5, 3:6, [10:3]      |
| Финалиста | 10. | 18. август 2013.   | Синсинати, САД           | Тврда     | Марсел Гранољерс | Боб Брајан Мајк Брајан                | 4:6, 6:4, [4:10]      |
| Победник  | 10. | 16. фебруар 2014.  | Буенос Ајрес, Аргентина  | Шљака     | Марсел Гранољерс | Пабло Куевас Орасио Зебаљос           | 7:5, 6:4              |
| Финалиста | 11. | 7. јун 2014.       | Ролан Гарос, Француска   | Шљака     | Марсел Гранољерс | Жилијен Бенето Едуар Роже-Васелен     | 3:6, 6:7(1:7)         |
| Финалиста | 12. | 7. септембар 2014. | Њујорк, САД              | Тврда     | Марсел Гранољерс | Боб Брајан Мајк Брајан                | 3:6, 4:6              |
| Финалиста | 13. | 3. мај 2015.       | Каскаис, Португал (2)    | Шљака     | Давид Мареро     | Трит Хјуи Скот Липски                 | 1:6, 4:6              |
| Финалиста | 14. | 17. мај 2015.      | Рим, Италија             | Шљака     | Марсел Гранољерс | Пабло Куевас Давид Мареро             | 4:6, 5:7              |
| Победник  | 11. | 8. јануар 2016.    | Доха, Катар (3)          | Тврда     | Фелисијано Лопез | Александар Пеја Филип Печнер          | 6:4, 6:3              |
| Финалиста | 15. | 27. фебруар 2016.  | Дубаи, УАЕ               | Тврда     | Фелисијано Лопез | Симоне Болели Андреас Сепи            | 2:6, 6:3, [12:14]     |
| Победник  | 12. | 4. јун 2016.       | Ролан Гарос, Француска   | Шљака     | Фелисијано Лопез | Боб Брајан Мајк Брајан                | 6:4, 6:7(6:8), 6:3    |
| Победник  | 13. | 13. август 2016.   | Рио де Жанеиро, Бразил   | Тврда     | Рафаел Надал     | Флорин Мерђа Орија Текау              | 6:2, 3:6, 6:4         |
| Финалиста | 16. | 15. април 2017.    | Маракеш, Мароко          | Шљака     | Марсел Гранољерс | Доминик Инглот Мате Павић             | 4:6, 6:2, [9:11]      |
| Финалиста | 17. | 23. април 2017.    | Монте Карло, Монако      | Шљака     | Фелисијано Лопез | Рохан Бопана Пабло Куевас             | 3:6, 6:3, [4:10]      |
| Финалиста | 18. | 30. јул 2017.      | Хамбург, Немачка         | Шљака     | Пабло Куевас     | Иван Додиг Мате Павић                 | 3:6, 4:6              |
| Финалиста | 19. | 8. септембар 2017. | Њујорк, САД (2)          | Тврда     | Фелисијано Лопез | Жан-Жилијен Ројер Орија Текау         | 4:6, 3:6              |
| Победник  | 14. | 29. април 2018.    | Барселона, Шпанија       | Шљака     | Фелисијано Лопез | Ајсам-ул-Хак Куреши Жан-Жилијен Ројер | 7:6(7:5), 6:4         |

## Остала финала

### Тимска такмичења: 1 (0:1)
| Исход     | Бр. | Датум                 | Турнир                  | Подлога   | Партнери                                     | Противници                                         | Резултат | Извор |
| --------- | --- | --------------------- | ----------------------- | --------- | -------------------------------------------- | -------------------------------------------------- | -------- | ----- |
| Финалиста | 1.  | 16–18. новембар 2012. | Дејвис куп, Праг, Чешка | Тврда (д) | Давид Ферер Николас Алмагро Марсел Гранољерс | Томаш Бердих Радек Штјепанек Лукаш Росол Иво Минар | 2:3      | [ 4 ] |